# Kappa Indi
Kappa Indi (65 Indi) é uma estrela na direção da constelação de Indus. Possui uma ascensão reta de 22h 05m 50.95s e uma declinação de −59° 38′ 09.4″. Sua magnitude aparente é igual a 5.62. Considerando sua distância de 514 anos-luz em relação à Terra, sua magnitude absoluta é igual a −0.37. Pertence à classe espectral K4III.